# 命運石之門
《命運石之門》是5pb.所製作的一系列视觉小说遊戲，首部作品於2009年10月15日發行。后续作品包括游戏及游戏改编的电视动画、剧场版动画、广播剧、小说、漫画等。
这部作品是继《CHAOS;HEAD》之后，5pb.与 Nitro+合作企划的“科學ADV系列”冒险游戏（ADV）的第二作。故事讲述了一群学生研究和开发可以改变过去的科技。《命运石之门》的游戏玩法为非线性，提供了有交互场景的分支故事线。《命运石之门》的「Steins」（命運石）一詞取自物理学家阿尔伯特·爱因斯坦（Einstein），故事中也涉及爱因斯坦创立的相对论的物理学要素。
《命运石之门》在2009年10月15日在Xbox 360上发布。Windows版本於2010年8月26日發售。動畫於2011年4月5日開始首播，於首播第24話（2011年9月13日）完畢後，公佈製作《劇場版 Steins;Gate》的消息。2015年3月宣布製作關於β世界線故事的新作，名為《Steins;Gate 0》，且於同期宣布動畫化。發售日期為2015年12月10日。同年7月，為配合遊戲《Steins;Gate 0》，東京都會電視台重播《命運石之門》動畫，但第23話的內容與原版有相當大的分歧，本集被称为23β；同時原本預計播放第24話的時段將會改播特別節目，內容是《命運石之門0》的宣傳以及改編版23集的幕後花絮。

## 故事簡介
本作的故事发生在游戏发售后一年的2010年，背景为现代日本，舞台从涩谷转移至秋叶原。其世界观與前作CHAOS;HEAD共通，但兩部作品之间並無直接關係。
故事开始于2010年7月28日，“未来道具研究所”社团的两人，冈部伦太郎和椎名真由理去秋叶原广播会馆参加中鉢博士的时间旅行理论发表会，见到了年仅18岁就在《科学》杂志上发表学术论文的天才少女牧瀨紅莉栖。发表会结束不久后，在会馆8楼深处，冈部发现了身上滿是鮮血的紅莉栖。惊慌失措的他带着真由理立刻离开会馆，给社团另一成员橋田至发送一条电子邮件告知这一事件。然而发送后的瞬间，冈部愕然发现街道人群消失，广播会馆及周围早已因不明人造卫星坠落缘故被封锁，没有人记得他所经历的事件。
数小时后，冈部和阿至在大学讲习现场再次遇见紅莉栖，引发一阵骚乱。对冈部所说的话感到兴趣而至“未来道具研究所”的红莉栖偶然见到了冈部他们进行的实验，一连串研究发现冈部发送的电子邮件在一周前被收到！“未来道具研究所”研制的未来道具8号“电话微波炉（暂名）”竟然具备着将电子邮件发送到过去这一时间机器的功能。此时，冈部他们还不知道，这一发明，和他那封送到过去的電子郵件，已经影响了整个世界的未来……
作品中從架空的事物到實際存在的企業、大學、商品都以真名登場，現實中流传的都市傳說、陰謀論、網路語言等話題也有提及。故事的核心由自稱為未來人、實際上存在的網路人物约翰·提托所流傳的話語、通过主人公的言行和手機进行操纵的游戏系统、网络上流传的“la jodaso stiana（食堂之男）”等为主题的小故事等构成，并借此虚实结合地展开故事。其开始时稍难理解，过半时突然展开。其中多有伏笔，结尾一气呵成。有评论称本作品“通关后还想消除记忆再来一次”。

## 遊戲

### 玩法
《命运石之门》的游戏基本不需要玩家互动，因为游戏的大部分时间会用于阅读对话或者人物心理的文本内容。像其他的视觉小说一样，《命运石之门》有特定的分支点，决定了游戏的走向。 
对于这些分支点, 《命运石之门》为玩家提供了 "手机触发"（phone trigger） 的系统。当玩家收到某个角色的电话时，玩家可以选择接听或者拒接电话。收到的短信的部分内容会以蓝色下划线标识，就像浏览器中的超链接一样。玩家可以选择这些文字来回复消息。大部分来电或者短信并不需要玩家去注意，但是有某些点需要玩家采取行动。玩家的反应会决定游戏如何进行。
此外与本作同一系列的另一部作品《CHAOS;HEAD》中的角色会不时“穿越”过来，而女主角牧瀨紅莉栖偶尔会引用《零之使魔》角色露易丝的台词。本作也会有意地影射一些现实事物，如将日本著名论坛2ch影射为@ch，多次提到的神秘机关SERN则是影射现实中的CERN（歐洲核子研究組織）。

### 系統
該遊戲屬於冒險遊戲，共設計六種不同結局；玩家在遊戲過程中的選擇將決定同伴的存亡及人類的未來。遊戲中後段的各個章節，由以遊戲中逐個女主人翁為中心所展開的故事構成，並設有通往每個女主人翁的路線的分歧點。玩家進入該分歧點後，故事將以主人公與當章女主人翁結局告終；玩家如果進入主人公未與任何人結局的路線，且在影響故事發展的選擇中作出規定的選擇，即可開啟最終章，進入真結局的路線。
本作中不會出現普通冒險遊戲的選項；而由玩家在每個場面中寄出或收到的郵件、與登場人物通話的時機決定故事進入何一分歧點，甚至有時遊戲路線會因一封郵件或一通電話而發生重大變化。
遊戲中也準備了詳細的用語辭典（Tip List），向玩家解釋遊戲中存在的事物、網絡俚語及虛構的遊戲設定。

### 版本

#### STEINS;GATE
Xbox 360
2009年10月15日發行。這部作品是繼《CHAOS;HEAD》之後，5pb.與Nitro+合作企劃的「科學ADV系列」冒險遊戲（ADV）的第二作。
Windows版
2010年8月26日，移植Windows版。
PSP版
2011年6月23日PSP版中被追加了CG和新OP、ED歌曲。上市一周內銷量超過6萬部。
iOS版
2011年6月22日，宣布進行iOS的移植版，同年8月25日開始發售。
PS3版、PS Vita版
2012年5月24日發表PS3版，2013年3月14日發表PS Vita版
PS4版
2015年12月10日配合續編「STEINS;GATE 0」發表下載版

#### 衍生作品
STEINS;GATE 比翼雙飛的戀人
2011年6月16日發售的外傳作品，以戀愛劇情為主。
STEINS;GATE 變移空間的八位元組
2011年10月28日發售，主打懷舊遊戲風格。
STEINS;GATE 線形拘束的樹狀圖
玩家能以主角外的觀點進行劇情。

#### STEINS;GATE 0
2015年12月10日於PS3、PS4、PS Vita同時發售。以β世界線中主角岡部倫太郎未能在7月28日救回牧瀬紅莉栖之後的故事。2018年4月動畫版開始放映。

#### STEINS;GATE ELITE
主打全動畫表現的冒險遊戲，由WHITE FOX进行动画制作。於2018年9月20日发布日版，2019年2月19日在全球範圍內發布。登陆PC、PS4、PS Vita和NS。

### 主題曲
STEINS;GATE
片頭曲
「スカイクラッドの観測者」
作詞・作曲 - 志倉千代丸 / 編曲 - 磯江俊道 / 歌 - いとうかなこ
片尾曲
「運命のファルファッラ」
作詞 - 夏蓮 / 作曲・編曲 - 林達志 / 歌 - ファンタズム（FES cv.榊原ゆい）
「Another Heaven」
作詞 - 漆野淳哉 / 作曲 - 須田悦弘 / 編曲 - 磯江俊道 / 歌 - いとうかなこ
挿入歌
「technovision」
作詞 - いとうかなこ / 作曲 - AKIRASTAR / 編曲 - DJ SADOI / 歌 - いとうかなこ
「マスカレード 〜ノア第三章列王新世紀編より〜」
作詞 - 志倉千代丸 / 作曲・編曲 - 林達志 / 歌 - ファンタズム（FES cv.榊原ゆい）
PC版印象曲
「A.R.」
作詞・作曲 - 志倉千代丸 / 編曲 - 磯江俊道 / 歌 - いとうかなこ
PSP版片頭曲
「宇宙エンジニア」
作詞・作曲 - 志倉千代丸 / 編曲 - オオバコウスケ / 歌 - いとうかなこ
PSP版片尾曲
「プレギエーラの月夜に」
作詞 - 葉月みこ / 作曲 - 田中俊亮 / 編曲 - 林達志 / 歌 - ファンタズム（FES cv.榊原ゆい）
PS3版片頭曲
「非線形ジェニアック」
作詞・作曲 - 志倉千代丸 / 編曲 - オオバコウスケ / 歌 - いとうかなこ
STEINS;GATE 比翼雙飛的戀人
片頭曲
「La*La*Laラボリューション」
作詞・作曲 - 志倉千代丸 / 編曲 - 上野浩司 / 歌 - アフィリア・サーガ・イースト
片尾曲
「永遠のベクトル」
作詞 - 吉野麻希 / 作曲 - 溝口和彦 / 編曲 - 伊藤俊 / 歌 - いとうかなこ
「EUPHORIA 〜償いのレクイエム〜」
作詞 - 葉月みこ / 作曲・編曲 - 林達志 / 歌 - ファンタズム（FES cv.榊原ゆい）
PSP版・PS3版片頭曲
「禁断無敵のだーりん」
作詞・作曲 - 志倉千代丸 / 編曲 - 上野浩司 / 歌 - アフィリア・サーガ・イースト
STEINS;GATE 線形拘束的樹狀圖
片頭曲
「フェノグラム」
作詞・作曲 - 志倉千代丸 / 編曲 - オオバコウスケ / 歌 - 彩音
片尾曲
「楽園のホログラム」
作詞 - 漆野淳哉 / 作曲 - 須田悦弘 / 編曲 - 磯江俊道 / 歌 - いとうかなこ
「あの夏の日の思い出」
作詞 - 志倉千代丸 / 作曲・編曲 - 大島こうすけ / 歌 - Zwei
PSVita版主題歌
「邂逅のフェタリテート」
作詞 - MAKOTO-ONP / 作曲 - 藤井雄大 / 編曲 - オオバコウスケ / 歌 - 彩音
STEINS;GATE 0
片頭曲
「アマデウス」
作詞・作曲 - 志倉千代丸 / 編曲 - 荒幡亮平 / 歌 - いとうかなこ
片尾曲
「ライア」
作詞 - 志倉千代丸 / 作曲・編曲 - 大島こうすけ / 歌 - Zwei
「星の奏でる歌」
作詞 - 佐々木恵梨 / 作曲 - MANYO / 編曲 - 流歌、MANYO / 歌 - 椎名かがり（潘めぐみ）
「GATE OF STEINER」
作詞 - 志倉千代丸 / 英語詩 - 佐々木恵梨、本山清治 / 作曲 - 阿保剛 / 編曲 - 悠木真一 / 歌 - 佐々木恵梨
STEINS GATE ELITE
片头曲
「COSMIC LOOPER」
作詞・作曲 - 志倉千代丸 / 編曲 - 久下真音 / 歌 - いとうかなこ
片尾曲
「アニーの指輪」
作詞 - 志倉千代丸 / 作曲・編曲 - 林 達志 / 歌 - ファンタズム（FES cv.榊原ゆい）

## 角色

### 未來道具研究所
岡部倫太郎（Okabe Rintarou，聲演：宮野真守（日本））
本作男主角是位於秋葉原的「未來道具研究所」（Lab）的研究員（Labmem）No.001。自稱狂妄的瘋狂科學家「鳳凰院凶真」，被研究所成員真由理跟橋田稱做「岡倫（オカリン）」。就讀於東京電機大學一年級，喜歡給身邊的人取綽號並用來稱呼他們。因為極度中二的言行和像是惡人的眼神，身邊的朋友並不多。言行都會參雜@Channel網絡用語。非常重視朋友（尤其是真由理），碰到麻煩時雖然會表現退縮，但成員碰上危機時會毫不猶豫行動。

首位发现自己具有穿梭時空後保有原先記憶的「探知之眼（Reading Steiner）」能力的角色，並能夠誘導身邊的人想起其他時空的記憶。

在結局分岐延伸的續作Steins;Gate0中，遇見來自美國的比屋定真帆，她管有的AI「Amadeus」具有研究所成員紅莉栖的記憶和人格，使他受到不小的衝擊。

角色人氣投票獲得第2名（537票）。

名言：El Psy Kongroo、这一切都是命运石之门的选择（すべてはシュタインズ・ゲートの選択である）。

椎名真由理（Shiina Mayuri，聲演：花澤香菜（日本））
女主角之一，是「未來道具研究所」的研究員No.002。就讀於私立花淺蔥大學附屬高中二年級，是男主角岡部的青梅竹馬，亦是岡部非常非常重要的朋友。小學生時期祖母去世，因打擊過大而每天都去墓地前發呆持續了半年。之後被岡部以連續劇的台詞「我不會讓你被帶走的，真由理是我的人質、也是人體實驗的祭品」給喚醒了，從此以岡部的人質自稱，並讓岡部稱呼自己「真由氏（まゆしぃ）」。
口頭禪是「嘟嘟嚕（トゥットゥルー）」，最喜歡吃香蕉和多汁炸雞NO.1。在女僕咖啡廳打工時稱為「真由氏·喵喵」。興趣是製作Cosplay的服裝，但因為是岡部的「人質」，不希望外表太過招搖，所以幾乎不穿自己製作的cosplay服。雖然科學知識有限，但是觀察能力十分敏銳，時常會發現其他人所沒想到的盲點。
α世界線中，無論岡部採取甚麼措施，真由理均會在2010年8月13～17日以不同方式死亡。死亡日期會因世界線變動率而異。最後在岡部解除了所有D-Mail的情況下而逃離了原本死亡的宿命。

角色人氣投票獲得第4名（321票）。
橋田至（Hashida Itaru，聲演：關智一（日本））
「未來道具研究所」的研究員No.003。就讀於東京電機大學一年級，在高中就與岡部相識的朋友。綽號是「桶子（达鲁）」。
外表肥胖，標準的「御宅族」，熱愛二次元的事物，不過卻對菲伊麗絲十分地著迷。擁有非常高超的電腦技術，是一名超級駭（哈）客。除此之外也是負責動手製作未來道具的成員。对自己制造的机器会采用V+数字+小数点+数字的软件式命名法。
雖然被岡部甚至自己認定會成為「童貞魔法師」（30歲都還沒交過女朋友的男性），但是未來還是有結婚生子，其女兒就是鈴羽。稱呼別人時經常會在他人姓名後方加「氏」字，另講話時常常加上「常考」（叫人用基礎常識思考）等@Channel的網路用語。
角色人氣投票獲得第8名（102票）。
牧瀨紅莉（Makise Kurisu，聲演：今井麻美（日本)）
女主角之一，未來道具研究所的研究員No.004。於美國哥倫比亞大學腦部科學研究所進行研究，在腦部科學與物理學領域皆頗傑出。以僅僅十八歲的年紀就已完成大學課程的天才少女，更在學界的權威雜誌《科学》（Science）上發表論文。對於未知事物的好奇心跟研究心十分強烈，但研究時不近人情與高傲的態度使她的朋友不多，對此推認有傲嬌的性格。
因為世界線的易位而跟岡部相遇。被岡部稱為「復甦者（The Zombie）」、「克莉絲蒂娜（Christina）」、「助手」、「@cher」，紅莉栖對於這些稱呼完全不予以承認。她是個重度的「@Channeler」，雖然極力隱藏這一點，但和岡部、橋田對話時偶而會不小心使用網路用語。在經過多次事件後喜歡上岡部，接受他的告白。
小時候就喜歡聽父親講述艱深的物理學，13歲就可以了解父親發表的論文，之後甚至與父親在學術上辯論。但因為父親不滿女兒的成就超越自己，而使得紅莉栖遭父親疏遠。
在β世界線中，為了得到父親的認同並助父親回到學術界，寫了一篇有關「時間機器理論」的論文，並想要與父親聯名發表。故此來到日本秋葉原，在父親所舉辦的「時間機器研討會」會後拿著論文與父親見面，父親卻因強烈自尊心受損導致失去理智與女兒產生肢體衝突，期間在陰錯陽差之下被原本想前來拯救她的另一世界線的岡部刀刺身亡。之後，岡部依作戰計畫「掌管未來的女神作戰」嘗試以不改變過去既成的事實卻改變結果的做法，到達收束外的世界線Steins;Gate（岡部自己命名），最終成功使紅莉栖逃離原本死亡的宿命。
在續作Steins;Gate0中，雖然已於2010年身亡，但早於當年3月已將自己的記憶與人格複製到研發中的Amadeus系統上，以AI的型式將身影留存在世上，被岡部視為「β世界線收束」的結果。
角色人氣投票獲得第1名（984票）。
桐生萌郁（Kiriyu Moeka，聲演：後藤沙緒里（日本））
未來道具研究所的研究員No.005。原先自稱是自由職業者，但之後卻說自己是編輯雜誌的相關人士。個性極度內向，說話也非常慢，有重度的手機依存症。因為輸入簡訊的速度十分驚人，被岡部稱為「閃光指壓師」（源自机动武斗传G高达的主人公多蒙·卡修）。
遇到岡部後不斷向他詢問「IBN5100」這台舊式電腦的事情。她實際上是SERN的佣兵部队「巡行者」派來的間諜，为最低層的成员。
在大樓樓頂輕生前收到FB（實質上為SERN的手下之一）發的工作徵人簡訊，從此以FB的簡訊為精神上的寄託。對FB強烈地執著，從簡訊的語氣推斷FB是女性而把FB當作「母親」一樣。她認為與FB見了面就會幻想破滅，故從來沒有見過FB的真身。
在α世界線中，受FB指示尋找IBN5100舊式電腦，並以「更換手機」為由欺騙岡部等人，實質上用D-Mail發送有關IBN5100的情報到過去以奪得IBN5100。更被FB指使帶走岡部、紅莉栖與橋田三人，並開槍殺死真由理。
最後在Steins;Gate世界線中成為了店員和Labmem之一。
角色人氣投票獲得第7名（113票）。
漆原琉華（Urushibara Ruka，聲演：小林優（日本））
未來道具研究所的研究員No.006。神社的兒子，私立花淺蔥大學附屬高中二年級，稱岡部為師父。典型偽娘，被岡部和真由理稱呼為「琉華子（ルカ子）」。岡部曾說：「比真由理高，身形卻很纖細，但是卻是男的（だが男だ）；非常適合穿巫女服，但是卻是男的；聲音、舉止言行看上去就像是女人，甚至比女人更像是女人，但是卻是男的。」
與岡部的認識是在秋葉原的街上，因當時穿著巫女服的琉華被兩个低角度摄影师偷拍，其後被岡部所救，並無意間承認自己明明有女性化的容貌卻是男性，但岡部回應「不管你是男人還是女人都沒關係，那種事怎樣都好吧！」，使得琉華因此「喜歡」上岡部。
α世界線中曾用D-mail給母親的传簡訊，以改变自己性别為女子，期望與岡部可以約會。為了恢复性别，再次发送D-mail“2929831831”（肉肉菜菜）的数字暗示只是一场恶作剧。
无论性别是男是女，都憧憬着岡部，因此会按岡部的要求经常重复其名言「El Psy Kongroo」，但琉華会误说成「El Psy Kongary」，被岡部纠正。
角色人氣投票獲得第6名（123票）。
菲伊麗絲（Faris NyanNyan，聲演：桃井晴子（日本））
未來道具研究所的研究員No.007。秋葉原的女僕咖啡廳「Mayqueen+喵喵」的招牌女僕「菲伊麗絲・喵喵」，真由理在女僕咖啡廳的同事和朋友，真由理對其愛稱菲麗絲。
十分熱愛萌系相關的事物，日常生活中也會使用喵喵語。擁有敏銳的觀察力，能一定程度洞察人心，擅長遊玩策略比重高的遊戲，是「雷Net.Access Battlers」卡片遊戲的知名高手玩家。中二電波的程度可以和岡部匹敵（甚至在他之上），唯一用「凶真」称呼岡部的人，是岡部十分不擅長應付的類型。
本名是秋葉留未穗（秋葉 留未穂／あきは るみほ），秋葉家的千金大小姐，私立金絲雀學園二年生。只要戴上猫耳就是菲伊麗絲，没戴就是秋葉留未穗。八歲時因父親忙於工作而爽了她的約，一氣之下拋出了一句「爸爸最討厭了！去死啦！」，沒想到父親真的死於空難而自此耿耿於懷。在爸爸死後繼承了公司，秋葉原的「萌」文化都是由她所引進的。
之後拜託岡部讓她發D-Mail給爸爸，好讓爸爸復活。D-MAIL內容是偽造綁票事件向十年前的父親索取巨額贖金，令他遠離死於飛機事故的命運。但此舉卻改變了秋葉原，當地「萌」文化沒有被引進，與岡部等人的認識也不是在女僕咖啡廳，而是在「雷Net.Access Battlers」的比賽中。另外，由於贖金太過龐大，導致原本持有的IBN5100被賣出。
在遊戲中選擇菲伊麗絲結局則會到達世界線變動率"-0.275349%"的世界，這個世界中菲伊麗絲喜歡岡部倫太郎，稱岡部為王子殿下。
角色人氣投票獲得第5名（133票）。
阿萬音鈴羽（Amane Suzuha，聲演：田村由香里（日本））
未來道具研究所的研究員No.008。在未來道具研究所樓下的「映像管工房」打工的元氣少女。很喜歡關心別人，但卻從來不說自己的事，對紅莉栖沒有好感。自稱「獨當一面的戰士」，十分擅長格鬥術和荒野生存等技術，因此被岡部稱作「打工戰士」。真實身分為來自2036年的時空旅行者約翰·提托。
在α世界線中，SERN控制了全世界，人類失去了自由倍受控管，反抗者一律慘遭抹殺，而身為反抗軍一員的鈴羽為了改變未來而坐上了父親橋田至發明的時間機器（FG204），目的是回到1975年取得IBN5100舊式電腦，並確保該電腦於2010年可以被岡部找到（所以供奉在柳林神社），但由於FG204機能上的設計不完全，只能回到過去而無法回到未來，所以鈴羽為了尋找親生父親而先回到2010年的秋葉原，結果登陸座標輸入不正確而讓時間機器降落在大樓頂層之間，也就是當時發生的不知名人造衛星墜落事件。
在β世界線則是要拯救牧瀨紅莉栖，阻止因搶奪時間機器演變成第三次世界大戰的發生。
在劇場版《負荷領域的既視感》則是拯救因無法分辨所處世界線而消失的岡部倫太郎。
角色人氣投票獲得第3名（357票）。
比屋定真帆（聲演：矢作紗友里（日本））
未來道具研究所的研究員No.009。在β世界線的其他成員。
牧瀨紅莉栖所屬大學的前輩研究員，主攻人工智慧，管有具備紅莉栖記憶和人格的AI “Amadeus”。對紅莉栖的感情很複雜，雖然是最要好的朋友，但也對其出色的才能抱著自卑的感覺。
祖父母、雙親皆出身沖繩的日籍美國人。雖已21歲，因為體型嬌小和童顏的緣故，常被當成是小孩子。
曾在外傳小說的附屬廣播劇CD中登場，正式登場則在命運石之門0。
椎名加賀里/椎名篝（聲演：潘惠美（日本））
未來道具研究所的研究員No.010。在β世界線的其他成員。
在β世界線中，於2036年因為戰爭成為孤兒，被真由理收養。當時十歲的她跟隨鈴羽坐上時間機器回到過去，期間與鈴羽失散多年。長大後的椎名篝與紅莉栖的樣子十分相似，曾一度失憶忘記自己身世。
依據遊戲中分歧劇情的選擇，有受到洗腦的劇情路線。
阿万音由季（聲演：田村由香里（日本））
未來道具研究所的研究員No.011。在β世界線的其他成員。
大學時代是個超人氣美少女COS愛好者，和橋田至於Comic Market裡邂逅（但在劇場版表示是在網上被橋田用假相結識）。由季是橋田至未來的老婆，而鈴羽就是兩人的女兒。
平時實際是短髮，不過有很多COS用的假髮，所以有時候會以長髮甚至雙馬尾等姿態出現。性格有點男孩子氣，所以有點大大咧咧，從不煩惱，做事積極主動。
在α世界線中，作為鈴羽的母親被SERN的特工報復殺害，死於鈴羽的懷中，臨終前表示“終於能去見死去的丈夫了”。β世界線中，也會在未來的第三次世界大戰被軍用無人機殺害。

### 次要人物
天王寺裕吾（Tennouji Yuugo，聲演：寺杣昌紀（日本））
未來道具研究所樓下的電器店「映像管工房」的店長，同時也是該棟大樓的房東。有长期逗留法国的经验。因為映像管又稱布朗管（名稱取自於發明映像管的諾貝爾物理學獎得主卡尔·费迪南德·布劳恩。），所以岡部称他为「Mr. Brown」。
在α世界線中的真正身份是FB（暗指「费迪南德·布劳恩」），是SERN底下如同走狗般的底層組織Rounder人員，自稱是SERN的「家畜」。會因SERN之慣例「所有完成尋找IBN5100的人都必須死亡」而死，以隱藏SERN的秘密；在岡部取消了萌郁所發的D-mail後，此事就不會發生。
在β世界線中，同樣為組織Rounder人員，但並未接獲明確指令而處於待命狀態。
在動畫中，在空地與岡部、紅莉栖和萌郁對話後，開槍殺了背叛的代號為M4萌郁，接著舉槍自盡。
在遊戲中，天王寺是在自家舉槍自殺，未殺害萌郁。岡部理解為天王寺故意將萌郁排除於任務之外，也就不需要被組織滅口。
是漫畫「愛恨情仇的布朗運動」的主角，講述了他年輕時的過去，像是在法國出生、1997年來到日本、過去的代號是「M2」等等。
於後作《ROBOTICS;NOTES》裡的時間點（2019年8月）還活著，仍不改溺愛女兒的個性。
角色人氣投票獲得第9名（30票）。
天王寺綯（Tennouji nae，聲演：山本彩乃（日本））
電器店店長天王寺的女兒。有點害怕岡部和橋田，被兩人稱作「小動物」。唯一和真由理见面互相用「嘟嘟噜」打招呼的人。
在遊戲中，於α世界線裡因為親眼看見父親自殺，在未來加入Rounder，並在2025年殘忍殺害反抗SERN的組織領導人之一岡部倫太郎，旋即利用SERN取得岡部等人製造的時間跳躍機重覆時間跳躍數千次回到2010年將萌郁殺死，並告知岡部他在2025年被她殺死的真相。
在後作《ROBOTICS;NOTES》中，Steins;Gate世界線（世界線變動率1.048596%）的綯在2019年成為JAXA研究員，為反「300人委員會」的一員，代號為「S·布朗」。
Doctor.中鉢（聲演：小形滿（日本））
本名牧瀨章一，自称获得多项专利、授予诺贝尔奖的物理学家。是紅莉栖的父親，從前與紅莉栖非常親近，但因為強烈的自尊心無法接受成就超越自己的女兒而逐漸遠離紅莉栖，最後甚至被學術界除名。
是紅莉遭刺殺案件的相關人物，從案發現場奪取了紅莉栖寫的有關「時間機器理論」的論文後，打算搭飛機到俄羅斯尋求贊助。原本該班客機會因為火災而使得放在貨艙的論文被燒毀，但卻因為先前紅莉栖無意中撿了真由理掉落的金屬烏帕放進論文的袋子中，使得中鉢在機場被金屬探測器檢測到，所以將論文隨身攜帶，論文因此沒被燒毀。及後以自己的名義發表「時間機器理論」的論文，造成β世界線中各國爭奪時間機器而釀成的第三次世界大戰。
於廣播劇CD（及漫畫）《哀心迷圖之巴比倫》中，透露了對時間機器的固執是為了拯救過去身亡的好友秋葉幸高及橋田教授（真正身份是為協助岡部取得IBN5100而回到過去的鈴羽，因時間旅行的副作用，身體被慢性果凍化病逝）。並於留給紅莉栖的舊式錄音帶中自白了內心其實是深愛女兒並作出道歉。
秋葉幸高（聲演：菊本平（日本））
菲伊麗絲的父亲。秋叶原一带的大地主，舊式電腦的收藏家，2000年因空难身亡。菲伊麗絲繼承家業後，為秋叶原引进萌文化。改变世界线的重要人物。
漆原榮輔（聲演：星野充昭（日本））
漆原琉华的父亲。看似常人，卻會讓兒子穿上巫女服，並相信岡部自稱的「鳳凰院凶真」是他的本名等等。

## 开发
标题名称最初只有「Steins;Gate」的图像，但后来标题文字使用大写的「STEINS;GATE」，并且标志的文本也一并改变，整个系列全部保持一致。「STEINS・GATE」是其中主人公臆想的没有特别意义的一句话，但是「Stein（命运石）」是取自物理学家阿尔伯特·爱因斯坦的名字，因此爱因斯坦的相对论等物理学要素也包含在其中。
开发当初曾对于直接使用玩家所持的移动电话的系统作过研究，但由于玩家不一定都有移动电话，并且当时的Xbox Live也存在无法与移动电话连接的技术问题，另外还涉及法律问题，于是最后没有采用。

## 评价
- Fami通赏-2009优秀赏受奖作品。Fami通最催泪作品排名第六。
- 2015年榮獲SUGOI JAPAN Award動畫部門第10名。[10][11]
- 在针对 Visual Novel 的玩家评价网站 Erogamescape 以及 VNDB，以高于9/10分的分数，常年位居总排名前五至前三。[12]
- 本作排名NHK日本動畫100評選的「最佳動畫100」第35名

## 動畫

### STEINS;GATE
內容改編自2009年發售的本篇遊戲。

#### 工作人員
- 監督：佐藤卓哉、濱崎博嗣→小林智樹（第25話）
- 總監督：佐藤卓哉、濱崎博嗣（第25話）
- 系列構成：花田十輝
- 角色設計、總作畫監督：坂井久太
- 道具設計：、中村和久
- 美術設定：金平和茂
- 美術監督：衛藤功二
- 色彩設計：佐藤美由紀
- 特殊効果：垣田由紀子
- 3DCG：相馬洋
- 攝影監督：中村圭介
- 剪接：後藤正浩
- 音響監督：藤山房伸
- 音響製作：Glovision
- 音樂：阿保剛、村上純
- 製作人：五味健次郎、松永孝之、團野喜人、田中信作、金庭こず惠、土居由直
- 動畫製作：WHITE FOX
- 製作：未来道具研究所

#### 主題曲
片頭曲「Hacking to the Gate」
作詞、作曲：志倉千代丸，主唱：伊藤香奈子
第1－22話歌詞為第一段，第23－24話歌詞為第二段，第25話用作片尾曲。
片尾曲
（第1－21話、第23話（β））
作詞：志倉千代丸，作曲・編曲：林達志，主唱：（FES cv.榊原由依）
（第23話）
作詞、作曲：志倉千代丸，編曲：姬江俊道，主唱：伊藤香奈子
「Another Heaven」（第24話）
作詞：漆野淳哉，作曲：須田悅弘，編曲：磯江俊道，主唱：伊藤香奈子
插曲
（第2、4、9話）
作詞、作曲：桃井晴子，編曲：上野浩司，主唱：Afilia Saga East
「My White Ribbon」（第9話）
作詞、作曲：志倉千代丸，編曲：磯江俊道，主唱：Afilia Saga East

#### 各集標題
| 話數                | 日文標題                        | 中文標題                                   | 腳本            | 分鏡                       | 演出                                | 作畫監督                                             |
| ------------------- | ------------------------------- | ------------------------------------------ | --------------- | -------------------------- | ----------------------------------- | ---------------------------------------------------- |
| 第1話               | -Turning Point-                 | 開始與終結的序章 -Turning Point-           | 花田十輝        | 濱崎博嗣                   | 小澤一浩                            | 中村和久                                             |
| 第2話               | -Time Travel Paranoia-          | 時間跳躍的偏執狂 -Time Travel Paranoia-    | 花田十輝        | 佐藤卓哉                   | 池田重隆                            | 池上太郎                                             |
| 第3話               | -Parallel World Paranoia-       | 平行時空的偏執狂 -Parallel World Paranoia- | 花田十輝        | 佐藤真二                   | 若林漢二                            | 佐藤天昭                                             |
| 第4話               | -Interpreter Rendezvous-        | 空理彷徨的會面 -Interpreter Rendezvous-    | 花田十輝        | 小澤一浩                   | 小澤一浩                            | 中田正彦                                             |
| 第5話               | -Starmine Rendezvous-           | 電荷衝突的會面 -Starmine Rendezvous-       | 花田十輝        | 池田重隆                   | 池田重隆                            | 坂井久太                                             |
| 第6話               | -Butterfly Effect's Divergence- | 蝶翼的分歧 -Butterfly Effect's Divergence- | 横谷昌宏        | 村川健一郎                 | 平向智子                            | 青野厚司                                             |
| 第7話               | -Divergence Singularity-        | 斷層的分歧 -Divergence Singularity-        | 根元歳三        | 加藤敏幸                   | 下田久人                            | 武本大介                                             |
| 第8話               | -Chaos Theory Homeostasis-      | 夢幻的自平衡 -Chaos Theory Homeostasis-    | 根元歳三        | 若林漢二                   | 若林漢二                            | 池上太郎                                             |
| 第9話               | -Chaos Theory Homeostasis-      | 幻象的自平衡 -Chaos Theory Homeostasis-    | 花田十輝        | 小林智樹                   | 小林智樹                            | 中村和久                                             |
| 第10話              | -Chaos Theory Homeostasis-      | 相生的自平衡 -Chaos Theory Homeostasis-    | 横谷昌宏        | 小澤一浩                   | 小澤一浩                            | 稻吉智重、稻吉朝子                                   |
| 第11話              | -Dogma in Event Horizon-        | 時空境界的信條 -Dogma in Event Horizon-    | 花田十輝        | 池田重隆                   | 小林公二                            | 佐藤天昭、川田剛 中村和久、豬狩崇 坂井久太、池上太郎 |
| 第12話              | -Dogma in Ergosphere-           | 靜止限界的信條 -Dogma in Ergosphere-       | 花田十輝        | 佐藤卓哉                   | 立川讓                              | 坂井久太                                             |
| 第13話              | -Metaphysics Necrosis-          | 形而上的壞死 -Metaphysics Necrosis-        | 花田十輝        | 佐藤卓哉                   | 下田久人                            | 青野厚司                                             |
| 第14話              | -Physically Necrosis-           | 形而下的壞死 -Physically Necrosis-         | 花田十輝        | 濱崎博嗣 若林漢二          | 若林漢二                            | 川田剛 松原一之                                      |
| 第15話              | -Missing Link Necrosis-         | 亡環上的壞死 -Missing Link Necrosis-       | 横谷昌宏        | 小林智樹                   | 小林智樹                            | 池上太郎 武本大介                                    |
| 第16話              | -Sacrificial Necrosis-          | 不可逆的壞死 -Sacrificial Necrosis-        | 横谷昌宏        | 村川建一郎                 | 平向智子                            | 中村和久、吉井弘幸                                   |
| 第17話              | -Made in Complex-               | 虛像歪曲的複雜 -Made in Complex-           | 根元歲三        | 濱崎博嗣 佐藤卓哉 池田重隆 | 小林公二                            | 豬狩崇、新井伸浩 池上太郎                            |
| 第18話              | -Fractal Androgynous-           | 自己相似的雌雄同體 -Fractal Androgynous-   | 横谷昌宏        | 小澤一浩                   | 小澤一浩                            | 稻吉智重、稻吉朝子                                   |
| 第19話              | -Endless Apoptosis-             | 無限連鎖的細胞凋亡 -Endless Apoptosis-     | 根元歲三        | 加藤敏幸                   | 土屋浩幸                            | 川田剛、竹田逸子                                     |
| 第20話              | -Finalize Apoptosis -           | 怨嗟斷絕的細胞凋亡 -Finalize Apoptosis-    | 根元歲三        | 須間雅人                   | 美甘義人                            | 松原一之、武本大介                                   |
| 第21話              | -Paradox Meltdown-              | 因果律的熔解 -Paradox Meltdown-            | 花田十輝        | 村川建一郎                 | 若林漢二                            | 池上太郎、山本善哉                                   |
| 第22話              | -Being Meltdown-                | 存在了解的熔解 -Being Meltdown-            | 花田十輝        | 須間雅人                   | 小林智樹                            | 豬狩崇、吉井弘幸                                     |
| 第23話              | -Open The Steins Gate-          | 境界面上的命運石之門 -Open The Steins Gate-    | 花田十輝        | 小澤一浩                   | 小澤一浩                            | 稻吉智重、稻吉朝子                                   |
| 第24話              | -Achievement Point-             | 終結與開始的序言 -Achievement Point-       | 花田十輝        | 濱崎博嗣 佐藤卓哉          | 若林漢二 小林公二 濱崎博嗣 佐藤卓哉 | 坂井久太                                             |
| 第25話 （僅限影碟） | -Egoistic Poriomania-           | 横行跋扈的離家漫遊廦 -Egoistic Poriomania- | 花田十輝        | 小林智樹                   | 小林智樹                            | 池上太郎、松原一之                                   |
| 第23話 （β）        | -Divide by Zero-                | 境界面上的缺失之環 -Divide by Zero-            | 花田十輝 林直孝 | 小澤一浩 濱崎博嗣 佐藤卓哉 | 小澤一浩                            | 稻吉智重、稻吉朝子                                   |

#### 播放電視台
日本深夜動畫：下文記載的日本国内播放時間使用日本標準時間（UTC+9）表示。因為部分時間标识會採用30小时制，因此請留意这类超过24:00的时间，其實際播放時間為翌日清晨。
| 播放電視台   | 播出期間               | 播出時間                              | 所屬聯播網 |
| ------------ | ---------------------- | ------------------------------------- | ---------- |
| 埼玉電視台   | 2011年4月5日 - 9月13日 | 星期二 26点05分 - 26点35分            | 獨立UHF局  |
| SUN電視台    | 2011年4月5日 - 9月13日 | 星期二 26点05分 - 26点35分            | 獨立UHF局  |
| 千葉電視台   | 2011年4月6日 - 9月14日 | 星期三 25点30分 - 26点00分            | 獨立UHF局  |
| 愛知電視台   | 2011年4月6日 - 9月14日 | 星期三 26点30分 - 27点00分            | 東京電視網 |
| NICONICO動畫 | 2011年4月7日 - 9月15日 | 星期四 13点30分 更新                  | 網路電視   |
| TOKYO MX     | 2011年4月7日 - 9月15日 | 星期四 25点30分 - 26点00分            | 独立UHF局  |
| 神奈川電視台 | 2011年4月9日 -         | 星期六 26点00分 - 26点30分            | 独立UHF局  |
| AT-X         | 2011年5月6日 -         | 星期五 22点30分 - 23点00分 （有重播） | 衛星電視   |

#### BD/DVD
| 卷数         | 发售日期       | 收录话数                                                               | 特典CD                                                                                                 | 規格品番  | 規格品番  | 封面                             | 封面                             |
| 卷数         | 发售日期       | 收录话数                                                               | 特典CD                                                                                                 | BD        | DVD       | 包装                             | CD盒                             |
| ------------ | -------------- | ---------------------------------------------------------------------- | --- | --------- | --------- | -------------------------------- | -------------------------------- |
| 1            | 2011年6月22日  | 第1話 - 第2話                                                          | 未来ガジェットコンパクトディスク1号 ニコ生ラジオ「未来ガジェット電波局」内のドラマパート#1〜5+新作1話  | MFXT-0001 | MFBT-0001 | 冈部伦太郎                       | 牧赖红莉栖                       |
| 2            | 2011年7月27日  | 第3話 - 第4話                                                          | 未来ガジェットコンパクトディスク2号 サウンドトラック【バタフライ・エフェクト】                         | MFXT-0002 | MFBT-0002 | 椎名真由理                       | 阿万音铃羽                       |
| 3            | 2011年8月24日  | 第5話 - 第7話                                                          | 未来ガジェットコンパクトディスク3号 （まゆり&フェイリスのキャラソン「メイクイーンの午後3時」を収録）   | MFXT-0003 | MFBT-0003 | 桥田至                           | 椎名真由理                       |
| 4            | 2011年9月21日  | 第8話 - 第10話                                                         | 未来ガジェットコンパクトディスク4号 ニコ生ラジオ「未来ガジェット電波局・特別編」                       | MFXT-0004 | MFBT-0004 | 牧赖红莉栖                       | 漆原琉华                         |
| 5            | 2011年10月26日 | 第11話 - 第13話                                                        | 未来ガジェットコンパクトディスク5号 ニコ生ラジオ「未来ガジェット電波局」内のドラマパート#6〜12+新作1話 | MFXT-0005 | MFBT-0005 | 桐生萌郁                         | 菲伊麗絲                         |
| 6            | 2011年11月25日 | 第14話 - 第16話                                                        | 未来ガジェットコンパクトディスク6号 （牧瀬紅莉栖のキャラソン「迷宮のイデア」を収録）                   | MFXT-0006 | MFBT-0006 | 漆原琉华                         | 桐生萌郁                         |
| 7            | 2011年12月21日 | 第17話 - 第19話                                                        | 未来ガジェットコンパクトディスク7号 ニコ生ラジオ「未来ガジェット電波局・特別編」                       | MFXT-0007 | MFBT-0007 | 菲伊麗絲                         | 牧濑红莉栖&椎名真由理&菲伊麗絲   |
| 8            | 2012年1月25日  | 第20話 - 第22話                                                        | 未来ガジェットコンパクトディスク8号 サウンドトラックII【イベント・ホライゾン】                         | MFXT-0008 | MFBT-0008 | 阿万音铃羽                       | 椎名真由理&阿万音铃羽&桐生萌郁   |
| 9            | 2012年2月22日  | 第23話 - 第24話 SPECIAL                                                | 未来ガジェットコンパクトディスク9号 （岡部＆ダルのキャラソン「ラボメン☆スピリッツ」を収録）            | MFXT-0009 | MFBT-0009 | 未来道具研究所8人成员            | 未来道具研究所8人成员            |
| BOX          | 2013年3月27日  | 全24話 + SPECIAL                                                       | | MFXT-9001 | MFBT-9001 | 冈部伦太郎&牧濑红莉栖&椎名真由理 | 冈部伦太郎&牧濑红莉栖&椎名真由理 |
| Complete BOX | 2016年2月5日   | TV全24話 + 剧场版 + SPECIAL + 23話改変版「境界面上のミッシングリンク」 | |           | 不適用    | 冈部伦太郎                       | 冈部伦太郎                       |

### STEINS;GATE 0
內容改編自2015年發售，以β世界線中主角岡部倫太郎未能在7月28日救回牧瀬紅莉栖的新作故事。

## 劇場版動畫
劇場版《命運石之門 負荷領域的既視感》2011年9月13日，本作於電視首播第24話完畢後，公佈製作《劇場版 Steins;Gate》的消息。本作原案的志倉千代丸亦在其Twitter透露有關製作展開，又強調劇場版的故事為原創，未在其他媒體上公開。
並在2012年10月7日於神奈川縣・橫濱市的橫濱洲際大酒店舉辦「科學探索Live 2012 舞台劇 時空交錯的三重態（科学アドベンチャーライブ2012 ドラマステージ 時空交錯のトリプレット）」的會場發表劇場版《命運石之門》的相關情報。
於2013年春季公開。官方網站已經公開並明示「向無人見過的結局收束（誰も見たことのない結末へと収束する）」。電視動畫製作人員再集結，故事由原作MAGES完全監修。描繪本篇動畫結局「之後」發生的事件，以全新故事呈現。
日本方面於2013年4月20日上映，兩日內達到8682多萬日圓票房。
- 发售日期：2013年12月13日
- 销量：33051（限定版）+4043（通常版）=37094

### 迷你動畫
『命運石之門 聰明睿智的感知運算（STEINS；GATE 聡明叡智のコグニティブ・コンピューティング）』於2014年10月14日配信日本IBM合作動畫。
聲優
UPO（うーぽ）
聲 - 山本彩乃
工作人員
- 原作 - 志倉千代丸/MAGES./Nitroplus
- 監督 - 村川健一郎
- シナリオ監修 - 松原達也
- 脚本 - 林直孝
- キャラクター原案 - huke
- キャラクターデザイン・作画監督 - 坂井久太
- 色彩設計 - 佐藤美由紀
- 美術監督 - 東潤一
- 撮影監督 - 佐藤勝史、塩川智幸
- 3DCGI - 相馬洋
- デザインワークス - コレサワシゲユキ、灯夢
- 編集 - 須藤瞳
- 音響効果 - 川田清貴
- 製作協力 - 日本IBM
- アニメーション制作 - WHITE FOX
- 製作 - STEINS;GATE MOVIE PROJECT

各話標題
| 話數 | 日文標題 | 中文標題 | 配信日          |
| ---- | -------- | -------- | --------------- |
| #1   |          | 料理篇   | 2014年 10月14日 |
| #2   |          | 導航篇   | 10月21日        |
| #3   |          | 時尚篇   | 11月4日         |
| #4   |          | 會議篇   | 11月11日        |

## 網路廣播
概要
- 配信期間：2009年9月11日 - 2009年10月30日（全8回）
- 配信網站：HiBiKi Radio Station

主持
- 今井麻美（牧濑紅莉栖 役）
- 花澤香菜（椎名真由理 役）

## 漫畫
| 作品名 | 作者            | 連載雜誌          | 冊數    | 出版社     | 内容                                 |
| ------ | --------------- | ----------------- | ------- | ---------- | ------------------------------------ |
|        | さらちよみ      | 月刊Comic Alive   | 全3卷   | KADOKAWA   | 本編（STEINS;GATE路線）              |
|        | 水田ケンジ      | 月刊Comic BLADE   | 全3卷   | Mag Garden | 鈴羽為主角的衍生作品                 |
|        | nini            | 月刊Comic Alive   | 全2卷   | KADOKAWA   | 搞笑衍生作品                         |
|        | 溝口岳史 吉田糺 | Fami通Comic Clear | 全2卷   | KADOKAWA   | 天王寺裕吾為主角的衍生作品           |
|        | 森田柚花 とねね | 月刊少年Ace       | 既刊2卷 | KADOKAWA   | 紅莉栖為主角的衍生作品               |
|        | 筒井大志        | 月刊Comic BLADE   | 全1卷   | Mag Garden | 比翼戀理的摯愛的紅莉栖路線           |
|        | 坂野杏梨        | 月刊Comic BLADE   | 全1卷   | Mag Garden | 比翼戀理的摯愛的鈴羽路線             |
|        | Carawey         | Fami通Comic Clear | 全1卷   | KADOKAWA   | 比翼戀理的摯愛的短篇漫畫             |
|        | たのかみはすく  | Fami通Comic Clear | 全1卷   | KADOKAWA   | 比翼戀理的摯愛的真由理路線           |
|        | 安本亨 筒井大志 | 月刊Comic BLADE   | 全1卷   | Mag Garden | 校園化的衍生作品                     |
|        | 成家慎一郎      | Ultra Jump        | 全4卷   | 集英社     | 將廣播劇CD中的《》和《》漫畫化的作品 |
|        | 池上竜矢        | Manga life WIN    | 全1卷   | 竹書房     | 《》的漫畫版                         |
|        | nidoro          | Manga life WIN    | 全1卷   | 竹書房     | 比翼戀理的摯愛的菲伊麗絲路線         |
|        | 安本亨 筒井大志 | 月刊Comic BLADE   | 全1卷   | Mag Garden | 校園化的衍生作品                     |
|        | 吉田糺          | Fami通Comic Clear | 全2卷   | KADOKAWA   | 《》的漫畫版                         |
|        | 鳥飼やすゆき    | Fami通Comic Clear | 既刊1卷 | KADOKAWA   | 《》的漫畫版                         |
|        | 九我山レキ      | 月刊少年Ace       | 全2卷   | KADOKAWA   | 《》的漫畫版                         |
|        | 成家慎一郎      | Ultra Jump        | 全1卷   | 集英社     | 廣播劇CDβ路線                        |
|        | 多位作者        | ---               | 既刊6卷 | KADOKAWA   | 多數漫畫家聯合繪製的戲仿四格漫畫     |
|        | 多位作者        | ---               | 既刊4卷 | 一迅社     | 漫畫選集                             |
|        | 多位作者        | ---               | 既刊2卷 | KADOKAWA   | 漫畫選集                             |

命運石之門
於《月刊Comic Alive》自2010年11月号開始連載。途中經過了長期休載後，於2012年7月号再開連載，連載至2013年9月号迄。さらちよみ作画。相對而言較忠實於本篇（主線）。全3卷。
| 冊數 | Media Factory               | Media Factory                                                         | 尖端出版社    | 尖端出版社           |
| 冊數 | 發售日期                    | ISBN                                                                  | 發售日期      | EAN                  |
| ---- | --------------------------- | --------------------------------------------------------------------- | ------------- | -------------------- |
| 1    | 2010年6月23日 2010年6月19日 | ISBN 978-4-8401-3327-2（初回限定版） ISBN 978-4-8401-3328-9（普通版） | 2011年10月6日 | EAN 471-7702-23967-1 |
| 2    | 2013年9月30日               | ISBN 978-4-8401-5320-1                                                |               |                      |
| 3    | 2013年9月30日               | ISBN 978-4-8401-5321-8                                                |               |                      |

Steins;Gate 命運石之門：亡環的逆謀
以鈴羽為主角的衍生作品。劇本原案為林直孝（5pb.），水田ケンジ作画。於《月刊Comic BLADE》自2010年2月号至2011年9月号連載。單行本全3卷。第3卷完結卷附帶小冊子的限定版。
| 冊數 | Mag Garden    | Mag Garden                                                            | 東立出版社    | 東立出版社             |
| 冊數 | 發售日期      | ISBN                                                                  | 發售日期      | ISBN                   |
| ---- | ------------- | --------------------------------------------------------------------- | ------------- | ---------------------- |
| 1    | 2010年8月10日 | ISBN 978-4-8612-7760-3                                                | 2011年6月27日 | ISBN 978-986-10-7708-6 |
| 2    | 2011年4月9日  | ISBN 978-4-8612-7847-1                                                | 2011年9月13日 | ISBN 978-986-10-7709-3 |
| 3    | 2011年10月8日 | ISBN 978-4-8612-7899-0（初回限定版） ISBN 978-4-8612-7903-4（普通版） | 2013年3月19日 | ISBN 978-986-10-8912-6 |

命運石之萌
衍生的喜劇作品。作者為nini。於《月刊Comic Alive》自2011年3月号至2012年5月号連載。單行本全2卷。
| 冊數 | Media Factory | Media Factory          | 尖端出版社    | 尖端出版社             |
| 冊數 | 發售日期      | ISBN                   | 發售日期      | EAN / ISBN             |
| ---- | ------------- | ---------------------- | ------------- | ---------------------- |
| 1    | 2011年8月23日 | ISBN 978-4-8401-4016-4 | 2013年4月19日 | EAN 471-7702-25469-8   |
| 2    | 2012年5月23日 | ISBN 978-4-8401-4442-1 | 2018年6月20日 | ISBN 978-957-108-177-9 |

Steins;Gate 命運石之門 恩仇的布朗運動
於免費Web漫畫誌《ファミ通コミッククリア》（enterbrain）連載。作画第1卷由溝口岳史、第2由吉田糺担当。以天王寺裕吾為主角的衍生作品，以回憶過去的形式展開。連載配信於2012年4月結束。單行本全2卷。第2卷卷末收載了連載未公開的作品。
| 冊數 | enterbrain    | enterbrain             | 青文出版社    | 青文出版社             |
| 冊數 | 發售日期      | ISBN                   | 發售日期      | ISBN                   |
| ---- | ------------- | ---------------------- | ------------- | ---------------------- |
| 1    | 2011年5月14日 | ISBN 978-4-0472-7266-8 | 2012年6月21日 | ISBN 978-986-310-195-6 |
| 2    | 2012年7月14日 | ISBN 978-4-0472-8175-2 |               |                        |

Steins;Gate 命運石之門：史上最強的輕度狂熱
以紅莉栖為主角的衍生作品，基本上按原作劇情展開。開始時於月刊《Comptiq》（角川書店）自2011年2月号至2011年7月号連載，後轉移至《月刊少年エース》（角川書店），於其2011年10月号開始連載。作者為森田柚花，劇本由とねね担当。叢書分類為〈角川Comics Ace〉，單行本共2卷。
| 冊數 | 角川書店      | 角川書店               | 台灣角川       | 台灣角川               |
| 冊數 | 發售日期      | ISBN                   | 發售日期       | ISBN                   |
| ---- | ------------- | ---------------------- | -------------- | ---------------------- |
| 1    | 2011年6月25日 | ISBN 978-4-0471-5717-0 | 2012年12月20日 | ISBN 978-986-325-118-7 |
| 2    | 2012年9月26日 | ISBN 978-4-0412-0439-9 | 2013年5月11日  | ISBN 978-986-325-390-7 |

STEINS;GATE命運石之門 比翼戀理之SWEETS* HONEY
於《月刊Comic BLADE》自2011年10月号至2012年3月号連載。漫画由筒井大志担当。相當於紅莉栖線的漫畫化。全1卷。
| 冊數 | Mag Garden    | Mag Garden             | 東立出版社   | 東立出版社             |
| 冊數 | 發售日期      | ISBN                   | 發售日期     | ISBN                   |
| ---- | ------------- | ---------------------- | ------------ | ---------------------- |
| 全   | 2012年4月10日 | ISBN 978-4-8612-7978-2 | 2013年6月4日 | ISBN 978-986-324-231-4 |

STEINS;GATE命運石之門 比翼戀理之FUTURE*HONEY
於《月刊Comic BLADE》2012年5月号刊載，其後的於單行本中收錄。漫画由坂野杏梨担当。相當於阿万音鈴羽線的漫畫化。全1卷。
| 冊數 | Mag Garden    | Mag Garden             | 東立出版社   | 東立出版社             |
| 冊數 | 發售日期      | ISBN                   | 發售日期     | ISBN                   |
| ---- | ------------- | ---------------------- | ------------ | ---------------------- |
| 全   | 2012年4月10日 | ISBN 978-4-8612-7977-5 | 2013年7月9日 | ISBN 978-986-324-320-5 |

STEINS;GATE DROPS
於免費網路漫畫雜誌《Fami通Comic Clear》自2011年8月至2012年3月連載。作画由Carawey担当。由短漫和四格漫画構成，描繪岡部與成為實驗室成員的她的故事。相當於的漫畫化。全1卷。
| 冊數 | enterbrain    | enterbrain             | 青文出版社     | 青文出版社             |
| 冊數 | 發售日期      | ISBN                   | 發售日期       | ISBN                   |
| ---- | ------------- | ---------------------- | -------------- | ---------------------- |
| 全   | 2012年4月14日 | ISBN 978-4-0472-7984-1 | 2013年12月28日 | ISBN 978-986-310-908-2 |

Steins；Gate 星塵的Duplet
於免費網路漫畫雜誌《Fami通Comic Clear》自2011年8月至2012年3月連載。作画由たのかみはすく担当。相當於真由理線的漫畫化。全1卷。
| 冊數 | enterbrain    | enterbrain             | 青文出版社     | 青文出版社             |
| 冊數 | 發售日期      | ISBN                   | 發售日期       | ISBN                   |
| ---- | ------------- | ---------------------- | -------------- | ---------------------- |
| 全   | 2012年4月14日 | ISBN 978-4-0472-7985-8 | 2013年11月22日 | ISBN 978-986-310-865-8 |

STEINS;GATE命運石之門 比翼戀理之SWEETS*HONEY II
於《月刊Comic blade》2012年6月號（2012年4月28日發售）到2012年12月號（2012年6月20日發售）期間進行連載。全1卷。劇本原案仍由安本亨負責、漫画仍由筒井大志負責。《STEINS;GATE命運石之門 比翼戀理之SWEETS*HONEY》的續篇。
| 冊數 | Mag Garden    | Mag Garden             | 東立出版社   | 東立出版社             |
| 冊數 | 發售日期      | ISBN                   | 發售日期     | ISBN                   |
| ---- | ------------- | ---------------------- | ------------ | ---------------------- |
| 全   | 2013年1月25日 | ISBN 978-4-8000-0081-1 | 2014年9月9日 | ISBN 978-986-337-994-2 |

STEINS;GATE -哀心迷圖的巴別塔-
於《Ultra jump》2012年6月號（2012年5月19日發售）到2014年2月號（2014年1月19日發售）進行連載。STEINS;GATE 命運石之門廣播劇CDα《「哀心迷図のバベル」ダイバージェンス0.571046%》的漫畫化。作画由成家慎一郎負責。改編《原作の因果律のメルト》和《境界面上のシュタインズ・ゲート》兩大篇。本作的許多解釋描寫，全是由作畫擔當成家慎一郎所原創的。單行本全4卷。
| 冊數 | 集英社         | 集英社                 |
| 冊數 | 發售日期       | ISBN                   |
| ---- | -------------- | ---------------------- |
| 1    | 2012年12月19日 | ISBN 978-4-0887-9485-3 |
| 2    | 2013年4月19日  | ISBN 978-4-0887-9569-0 |
| 3    | 2014年1月17日  | ISBN 978-4-0887-9671-0 |
| 4    | 2014年2月19日  | ISBN 978-4-0887-9818-9 |

STEINS;GATE 命運石之門 變移空間的八重奏
於免費網路漫畫雜誌《Manga life WIN》2012年6月到2013年1月進行連載。作画由池上竜矢負責。為《STEINS;GATE 命運石之門 變移空間的八重奏》的漫畫化。單行本全1卷。
| 冊數 | 竹書房        | 竹書房                 | 東立出版社    | 東立出版社             |
| 冊數 | 發售日期      | ISBN                   | 發售日期      | ISBN                   |
| ---- | ------------- | ---------------------- | ------------- | ---------------------- |
| 全   | 2013年4月13日 | ISBN 978-4-8124-8142-4 | 2015年10月5日 | ISBN 978-986-431-457-7 |

STEINS；GATE 命運石之門 比翼戀理之+喵喵危機☆
於免費網路漫畫雜誌《Manga life WIN》2012年6月到2013年1月進行連載。作画由nidoro負責。為《STEINS;GATE 命運石之門 比翼雙飛的戀人》其中一章節〈Faris Route〉的漫畫化。單行本全1卷。
| 冊數 | 竹書房        | 竹書房                 | 東立出版社     | 東立出版社             |
| 冊數 | 發售日期      | ISBN                   | 發售日期       | ISBN                   |
| ---- | ------------- | ---------------------- | -------------- | ---------------------- |
| 全   | 2013年4月13日 | ISBN 978-4-8124-8144-8 | 2015年10月12日 | ISBN 978-986-431-140-8 |

STEINS;GATE 比翼戀理之Sweet Honey Final
於《月刊Comic blade》連載中。原作劇本仍是安本亨、漫画仍是由筒井大志負責。為《比翼戀理之SWEETS*HONEY》系列的完結篇。單行本全1卷。
| 冊數 | Mag Garden    | Mag Garden             |
| 冊數 | 發售日期      | ISBN                   |
| ---- | ------------- | ---------------------- |
| 全   | 2013年7月10日 | ISBN 978-4-8000-0186-3 |

STEINS;GATE 閉時曲線的碑文
於免費網路漫畫雜誌《Fami通Comic Clear》2013年2月到2013年12月期間進行連載。外傳小說的漫畫化。作画由吉田糺負責。單行本全2卷。
| 冊數 | KADOKAWA      | KADOKAWA               | KADOKAWA |
| 冊數 | 發售日期      | ISBN                   |          |
| ---- | ------------- | ---------------------- | -------- |
| 1    | 2013年7月13日 | ISBN 978-4-0472-9028-0 |          |
| 2    | 2014年5月15日 | ISBN 978-4-0472-9683-1 |          |

STEINS;GATE 永劫回歸的潘朵拉
為的後續，於免費網路漫畫雜誌《Fami通Comic Clear》2014年5月23日開始連載。作画為鳥飼やすゆきが負責。2015年3月現在共1卷。
| 冊數 | KADOKAWA      | KADOKAWA               | KADOKAWA |
| 冊數 | 發售日期      | ISBN                   |          |
| ---- | ------------- | ---------------------- | -------- |
| 1    | 2015年2月14日 | ISBN 978-4-04-730222-8 |          |

劇場版STEINS;GATE 負荷領域的既視感
於《月刊少年Ace》2013年5月號（2013年3月26日發售）劇場版上映的前1個月先行連載。作畫由九我山レキ擔當。叢書分類為〈角川Comics Ace〉（角川書店發行、角川Group Holdings發售）。單行本全2卷。
| 冊數 | 角川書店       | 角川書店               | 角川書店 |
| 冊數 | 發售日期       | ISBN                   |          |
| ---- | -------------- | ---------------------- | -------- |
| 1    | 2013年4月26日  | ISBN 978-4-04-120728-4 |          |
| 2    | 2013年12月26日 | ISBN 978-4-04-120912-7 |          |

STEINS;GATE -無限遠点的牽牛星-
於《Ultra jump》2014年4月号（2014年3月19日發售）到同年9月號（2014年8月19日發售）進行連載。為命運石之門廣播劇CDβ《「無限遠点のアークライト」ダイバージェンス1.130205%》的漫畫化。作画為曾將廣播劇CDα漫畫化的成家慎一郎負責。本作忠實還原廣播劇CDβ的全部內容。全1卷。
| 冊數 | 集英社         | 集英社                 | 集英社 |
| 冊數 | 發售日期       | ISBN                   |        |
| ---- | -------------- | ---------------------- | ------ |
| 全   | 2014年11月19日 | ISBN 978-4-08-890032-2 |        |

### 集錦
多個創作者合作的四格漫畫戲仿選集。截至2012年11月既刊6卷。叢書分類為〈Magi-Cu Comics〉（enterbrain發行、角川出版集團販售）
1. 2010年4月24日發售、ISBN 978-4-0472-6481-6
2. 2010年7月24日發售、ISBN 978-4-0472-6579-0
3. 2011年4月25日發售、ISBN 978-4-0472-6774-9
4. 2011年12月24日發售、ISBN 978-4-0472-7766-3
5. 2012年7月25日發售、ISBN 978-4-0472-8008-3
6. 2012年11月24日發售、ISBN 978-4-0472-8579-8

多個創作者合作的同人漫畫選集。一迅社發行。
1.  2010年7月24日發售、ISBN 978-4-7580-0576-0
2.  2011年5月25日發售、ISBN 978-4-7580-0628-6
3.  2012年2月24日發售、ISBN 978-4-7580-0651-4
4.  2013年4月25日發售、ISBN 978-4-7580-0747-4

命運石之門 漫畫集錦篇
コンプエース編輯部編的漫畫集錦。其中一部分已於《月刊Comp Ace》雜誌上刊載。叢書分類為〈角川Comics Ace〉，角川書店發行，角川出版集團販售。中文版由台灣角川出版，角川州立出版負責香港代理。
| 冊數 | 角川書店 | 角川書店      | 角川書店               | 台灣角川         | 台灣角川      | 台灣角川               |
| 冊數 | 標題     | 發售日期      | ISBN                   | 標題             | 發售日期      | ISBN                   |
| ---- | -------- | ------------- | ---------------------- | ---------------- | ------------- | ---------------------- |
| 1    |          | 2011年9月10日 | ISBN 978-4-0471-5758-3 | 平行世界的概要   | 2013年1月29日 | ISBN 978-986-325-197-2 |
| 2    |          | 2011年10月6日 | ISBN 978-4-0471-5775-0 | 忘卻曲線的敘事學 | 2013年5月18日 | ISBN 978-986-325-383-9 |

## 小說
| 作品名                                    | 作者           | 發行                                  | 卷数    | 內容                                    |
| ----------------------------------------- | -------------- | ------------------------------------- | ------- | --------------------------------------- |
| （圓環連鎖的銜尾蛇）                      | 海羽超史郎     | 富士見書房                            | 全2卷   | 基本上是原作的小說化                    |
| （比翼連理的非戀人）                      | 海羽超史郎     | （日）富士見書房 （台）青文出版社     | 全3卷   | 前作的續編 + 要素                       |
| （變移空間的八重奏）                      | 明時士榮       | 富士見書房                            | 全2卷   | 自2起為原創                             |
| （哀心迷圖的巴別塔）                      | 明時士榮       | 富士見書房                            | 全1卷   | 廣播劇之小說化                          |
| （遙遠的瓦爾哈拉）                        | 林直孝         | 5pb.                                  | C78冊子 | 再錄於《》特装版                        |
| （災厄降臨的聖日）                        | 谷崎央佳       | ホビージャパン                        | ---     | 收錄於《》                              |
| （蝶翼的Divergence：Reverse）             | 三輪清宗       | （日）角川書店 （台）青文出版社       | 第1卷   | 原作序章至第3章                         |
| （形而上的壞死：Reverse）                 | 三輪清宗       | 角川書店                              | 第2卷   | 原作第4章至第6章                        |
| （境界面上的命運石之門：Rebirth）         | 三輪清宗       | 角川書店                              | 第3卷   | 原作第7章至最終章                       |
|                                           | 三輪清宗       | 角川書店                              | 第4卷   | 鈴羽與紅莉栖之短編                      |
|                                           | 三輪清宗       | 角川書店                              | 第5卷   | 菲伊麗絲、琉華、萌郁、真由里之短編      |
| （負荷領域的既視感）                      | 濱崎達也       | 角川書店                              | 全2卷   | 劇場版的小說化                          |
| （萌芽追想的友誼）                        | 安本亨         | BD全卷購入特典                        | 小冊子  | 中學時代的岡部倫太郎與橋田至            |
| （閉時曲線的碑文）                        | たきもとまさし | 5pb./GigasDrop                        | 第1卷   | 「」的β世界線                           |
| （永劫回歸的潘朵拉）                      | たきもとまさし | 5pb./GigasDrop                        | 第2卷   | 「」的β世界線                           |
| （無限遠點的牽牛星）                      | たきもとまさし | 5pb./GigasDrop                        | 第3卷   | 「」的β世界線                           |
|                                           | 海法紀光       | アスキー・メディアワークスBC KADOKAWA | 全1卷   | 「」的小說化                            |
| STEINS;GATE -The Committee Of Antimatter- | 海羽超史郎     | MAGES.                                | 全1卷   | 描繪原作本篇6年後（2016年）的世界的續集 |

STEINS;GATE─シュタインズゲート- 円環連鎖のウロボロス
富士見ドラゴンブック（KADOKAWA）レーベルにて発売。全2巻。著者は海羽超史郎。カバーイラストは原作のキャラクターデザインのhuke、本文イラストはbobが担当、口絵は原作のCGを使用している。本小説のボリュームは文庫でありながら第2巻は800ページを超えている。おおむね原作に沿ったノベライズだが、いくつかの展開で原作からカットまたはオリジナル要素を入れている。全2巻。
1. ISBN 978-4-8291-4593-7、2010年8月20日発売
2. ISBN 978-4-8291-4610-1、2011年3月19日発売

STEINS;GATE─シュタインズゲート- 比翼連理のアンダーリン
富士見ドラゴンブック（KADOKAWA）レーベルにて発売。『円環連鎖のウロボロス』と同様に、引き続き著者は海羽超史郎、カバーイラストはhuke。本文イラストは池田靖宏 (5pb.) が担当している。実質的に『円環連鎖のウロボロス』の続編となっており、内容は本編ノベライズの『円環連鎖のウロボロス』の世界観・設定を引き継ぎつつ、オリジナル要素を加え『STEINS;GATE 比翼恋理のだーりん』の各シナリオのイベントを挿入しているため『STEINS;GATE 比翼恋理のだーりん』ノベライズとしての性格も持ちあわせている。またドラマCD第3巻のγ世界線の要素も盛り込んでおり、原作の設定を一部補完している箇所もある。全3巻。
1. ISBN 978-4-8291-4652-1、2011年12月20日発売
2. ISBN 978-4-8291-4667-5、2012年4月20日発売
3. ISBN 978-4-8291-4684-2、2012年8月17日発売

STEINS;GATE─シュタインズゲート- 変移空間のオクテット
富士見ドラゴンブック（KADOKAWA]）レーベルにて発売。著者は明時士栄に変更になり、カバーイラストはhuke、本文イラストは一葉モカ が担当した。全2巻で完結した。1巻はほぼ原作通りに進行しており原作のほぼ最後まで進行し、第2巻は原作の設定を膨らませたオリジナル要素を多く入れている。
1. ISBN 978-4-8291-4704-7、2012年12月20日発売
2. ISBN 978-4-8291-4711-5、2013年2月20日発売

STEINS;GATE─シュタインズゲート- 哀心迷図のバベル
富士見ドラゴンブック（KADOKAWA）レーベルにて発売。ドラマCD『STEINS;GATE ドラマCD α『哀心迷図のバベル』ダイバージェンス0.571046%』のノベライズにあたる。著者は変異空間のオクテットから引き続き明時士栄が担当、カバーイラストはhuke、本文イラストは同じく集英社において上記の『哀心迷図のバベル』のコミック版を連載している成家慎一郎 が担当した。全1巻で完結。ドラマCDとその前後の時系列である原作の『因果律のメルト』を忠実にノベライズしている。
1. ISBN 978-4-8291-4723-8、2013年4月20日発売

STEINS;GATE Chapter6.5 遥遠のヴァルハラ
2010年8月13日コミックマーケット78にて5pb.が発売した「STEINS;GATE C78コミケセット」内の冊子『シュタインズ・ゲートイラストレーションズコレクション』内に収録された短編小説。著者は本編のシナリオを担当した林直孝、挿絵は文倉十。STEINS;GATE 外伝小説三部作の第3巻『無限遠点のアルタイル』の特装版の特製冊子『多元階差のテスティモニー』に再録された。
STEINS;GATE Official After Story 災厄降誕ホーリー・ディ
ホビージャパンが発売した『カオスヘッド&シュタインズ・ゲート 科学アドベンチャーシリーズ マニアックス』内に収録された原作のTrue end後を描いた小説。本編に関連した手紙も。著者は原作のシナリオも担当した谷崎央佳、同じくシナリオを担当した林直孝とニトロプラスが監修を担当し、ゲームジャパン編集部が協力している。
STEINS;GATE 蝶翼のダイバージェンス：Reverse
STEINS;GATE2 形而上のネクローシス：Reverse
STEINS;GATE3 境界面上のシュタインズ・ゲート：Rebirth
STEINS;GATE4 六分儀のイディオム：前編
STEINS;GATE5 六分儀のイディオム：後編
角川スニーカー文庫（KADOKAWA）レーベルにて発売。著者は三輪清宗。カバーイラストと口絵はアニメ版のキャラクターデザインの坂井久太、本文イラストは、アニメ画像を使用（1-3巻）、フルーツパンチ（4、5巻）。アニメ版をベースにドラマCDやコミック版など様々なメディアミックスで使われた設定を用いつつ、紅莉栖の視点で描かれている。そのためアニメの第1話の前半部分の一部始終が分かるため、原作のTrueルートを知らない人は注意が必要である。第1巻では原作のプロローグから第3章、第2巻では第4章から第6章、第3巻では7章から最終章を中心に描いているが、第3巻では視点の関係上オリジナルエピソードが含まれている。第1巻から第3巻で本編のノヴェライズは終わりだが、ヒロイン主体の続編がいくつか続くことが第3巻のあとがきで発表された。第4・5巻は中短編形式となっており、第4巻は、阿万音鈴羽と牧瀬紅莉栖、第5巻はフェイリス・ニャンニャン、漆原るか、桐生萌郁、椎名まゆりに焦点を当てた物語となっており、キャラクターの視点で描かれている。基本的には第1-3巻において原作・アニメから割愛された話が中心であり、そこからドラマCDや各種メディアミックスの設定を用いつつ膨らませたストーリーであるが、第4巻の牧瀬紅莉栖、第5巻の桐生萌郁の話は世界線を規定していないオリジナルストーリーである。2012年6月現在既刊5巻。
1. ISBN 978-4-0447-4845-6、2011年7月1日発売
2. ISBN 978-4-0447-4853-1、2011年11月1日発売
3. ISBN 978-4-0410-0143-1、2012年2月1日発売
4. ISBN 978-4-0410-0263-6、2012年5月1日発売
5. ISBN 978-4-0410-0305-3、2012年6月1日発売

劇場版 STEINS;GATE 負荷領域のデジャヴ 上
劇場版 STEINS;GATE 負荷領域のデジャヴ 下
劇場版のノベライズであり、角川スニーカー文庫（KADOKAWA）レーベルにて発売予定。著者は浜崎達也。カバーイラストは原作キャラ原案のhuke、口絵イラストはアニメキャラクターデザインの坂井久太が担当し、本文イラストはbun150が担当している。上巻は全4章構成となっており、第一章が24話の直後の時系列がオリジナルで描かれている他、第二章がTV未放映のSPECIALエピソードの『横行跋扈のポリオマニア』のノベライズ、第三章においては『STEINS;GATE Official After Story災厄降誕ホーリー・ディ』を意識したオリジナルとなっている。第四章から映画のノベライズとなるが、劇場版では裏設定とされている部分(あるいは世界線)の描写が盛り込まれているため、上巻だけでは劇場版とは設定が異なると思われるところ、下巻では同じ結末に到り劇場版の補完となる構成となっている。下巻は全5章構成である。
1. 上巻 ISBN 978-4-0410-0809-6、2013年5月1日発売
2. 下巻 ISBN 978-4-0410-0865-2、2013年5月31日発売

STEINS;GATE 萌芽追想のアミティエ
TVアニメーション『STEINS;GATE』のBlu-ray Disc全巻連動購入応募特典小冊子に収録された小説である。著者は安本亨、監修は林直孝が担当し、挿絵は全カラーであり、原画はアニメキャラクターデザインの坂井久太が担当している。
内容は中学時代の岡部倫太郎と橋田至がどのようにして出会ったかを回想していく内容である。岡部倫太郎と橋田至のつなぎ役として新キャラクターの音海よう子が登場する。
STEINS;GATE 外伝小説三部作
5pb./GigasDrop.が直接製作・出版。全3巻が約1年かけて順次刊行された。著者（シナリオ）はたきもとまさし。カバーイラストはhuke、本文イラストは池田靖宏 (5pb.) が担当（3巻はhukeも本文イラストを担当）。
ドラマCD β『無限遠点のアークライト』で描かれたβ世界線（無限遠点アークライトとは別の世界線ではある）を小説としては初めて描く構想となっており、続編的要素も含まれている。小説オリジナルキャラクター・比屋定真帆（ひやじょうまほ）、椎名かがりも登場する。ドラマCDはシリーズを通して安本亨が担当している。
閉時曲線のエピグラフ 、2012年11月9日発売（コミックマーケット82にて先行発売された）
オリジナルドラマCD『射影曲面のエピキタシー』と特製ボックスが付属（コミケ先行発売版では付属しない）。
永劫回帰のパンドラ、2013年1月25日発売
オリジナルドラマCD『人工械機のパンデミア』と特製ボックスが付属。
無限遠点のアルタイル、2013年9月26日発売された
オリジナルドラマCD『時限輪転のアルペジオ』と小説『遥遠のヴァルハラ』やイラストレーターによる寄稿イラストが収録された特別小冊子『多元階差のテスティモニー』が付属された。
STEINS;GATE 線形拘束のモザイシズム
電撃ゲーム文庫（KADOKAWA）レーベルにて発売。著者はシュタインズ・ゲートの共同制作元のニトロプラスに所属する海法紀光。カバーイラストはhuke、本文イラストは門松みなみ が担当した。全1巻。原作の線形拘束フェノグラム本編全シナリオを再構成したノベライズである。物語の序盤に大量のDメールが届き始めることからストーリーが開始している。
1. ISBN 978-4-0486-6180-5、2014年4月10日発売

発売中止作品
STEINS;GATE -The Committee Of Antimatter-
全1巻・MAGES.自らが直接製作出版し2015年1月16日に発売する予定だったが、諸般の事情により発売中止。なお、発表直前の2014年12月10日発売のコンプティーク（角川書店BC/KADOKAWA）2015年1月号において発売前提の当該小説の特集が組まれており、そこから約2週間後の発売中止の発表となっている。　発売においては外伝小説3部作と違いISBNコードも発行されていた（#ISBN 978-4-8961-0922-1）。</ref>。本編より6年先に位置する、“ シュタインズ・ゲート世界線”2016年の初夏を描いた物語を描く構想であった。
中止発表までに発表された情報は下記の通り。
- 著者：海羽超史郎（『円環連鎖のウロボロス』や『比翼連理のアンダーリン』などを担当）※ 監修：林直孝
- イラスト：吉田糺（コミック版『閉時曲線のエピグラフ』を担当）
- 本編に小冊子が付く形態で、小説にはキャラクター設定資料が収録される他、著者の別作小説『混沌の扉』が再録される予定だった。

## Fanbook
命運石之門 官方設定資料畫冊
日文版：enterbrain，ISBN 978-4-0472-6374-1，2010年2月26日發行
中文（繁體）版：青文出版社，ISBN 9789862569450，2011年10月13日發行

2010年12月17日初版發行。日本愛好發行。ISBN 978-4-7986-0146-5。

2011年10月31日初版発行。娘TYPE編、KADOKAWA発行。ISBN 978-4-0411-0025-7。
TV Anime STEINS;GATE OFFICIAL GUIDEBOOK 
2011年11月30日初版発行。未来ガジェット研究所 監修、ニュータイプ編、KADOKAWA発行。ISBN 978-4-0411-0026-4。
命運石之門 比翼雙飛的戀人官方設定資料畫冊
日文版：enterbrain，ISBN 978-4-0472-7810-3，2011年12月19日發行
中文（繁體）版：青文出版社，ISBN 9789863103547，2012年10月10日發行

2013年5月31日初版発行。電撃攻略本編集部編、KADOKAWA発行。ISBN 978-4-0489-1714-8。

2013年6月7日初版発行。新型編、KADOKAWA発行。ISBN 978-4-04-110381-4
命运石之门 huke画集（STEINS;GATE ART WORKS imaginations of huke）
日文版：角川書店，ISBN 9784041103821，2013年4月10日發行
中文（简体）版：浙江人民美术出版社，ISBN 9787534038013，2014年5月1日發行

## 舞台
以『LIVING ADV「STEINS;GATE」』的標題、2013年10月12日 - 20日於東京多元化廣場内的Zepp Diver City(TOKYO)上演。

### 演員
- 岡部倫太郎：渡邊大輔
- 牧瀬紅莉栖：外岡好梨花
- 椎名真由理：小池里奈
- 阿萬音鈴羽：佃井皆美
- 漆原琉華：上田理絵
- 菲伊麗絲：伊倉愛美
- 橋田至：長友光弘（響）
- 桐生萌郁：杉本有美
- 天王寺裕吾：小川輝晃
- 中鉢博士：佐久間祐人
- 秋葉幸高：塚本拓弥（紅莉栖編・フェイリス編のみ）
- 合奏：赤沼秀実、巽徳子、田村公典、富田大樹、名倉愛美、丸山未那子、miotchery、宮林大輔、持丸卓也、平澤香菜

### 工作人員（舞台）
- 企画・原作：志倉千代丸
- 脚本・演出：西田大輔
- シナリオ監修：林直孝／松原達也
- 制作プロデューサー：榊陽介、川淵徹
- プロデューサー：三角大、下浦貴敬

## PACHI
『想定科学パチスロ STEINS;GATE〜廻転世界のインダクタンス〜』（そうていかがくパチスロ シュタインズ・ゲート かいてんせかいのインダクタンス）というタイトルで、2015年10月26日から全国のホールで導入された。発売元はオーイズミ。

## 備註
1. ↑  日文原版也使用为游戏标题，而非其片假名名称。
2. ↑  僅亞洲中文版片頭曲與Xbox 360版相同，仍為「スカイクラッドの観測者」
3. ↑  台灣俗稱的「鄉民」、「島民」。
4. ↑  当初擔當作畫的溝口因身體不適而一度停止連載，考慮到其身體狀況，作者改為吉田，於2011年10月28日重新開始連載。第2卷部分溝口僅以構成顧問的形式參與。

## 外部連結
遊戲
- 公式網站- 現在的遊戲官網 （日語）
- （页面存档备份，存于） - X360版・WIN版時代的官方網站（現在已停止更新） （日語）
- 未來道具研究所HOMEPAGE（页面存档备份，存于） （日語）

動畫
- TV動畫《STEINS;GATE》官方網站（页面存档备份，存于） （日語）
- 劇場版《STEINS;GATE》官方網站（页面存档备份，存于） （日語）
- TV動畫《STEINS;GATE 0》官方網站（页面存档备份，存于） （日語）

舞台
- LIVING ADV「STEINS;GATE」 - 舞台版官方網站 （日語）
- PSP/角川書店/官方的X（前Twitter）

Twitter
- STEINS;GATE TV動畫官方的X（前Twitter）
- STEINS;GATE 舞台版官方的X（前Twitter）
- 未来道具研究所的X（前Twitter）

Facebook
- STEINS;GATE的Facebook專頁
- LIVING ADV「STEINS;GATE」（舞台版）的Facebook專頁